# Hannah Etzold
Hannah Etzold (Rostock, 13 april 2005) is een voetbalspeelster uit Duitsland. Ze speelt als doelverdediger voor SV Werder Bremen in de Bundesliga.

## Clubcarrière
Hannah Etzold begon met voetballen bij SV Warnemünde in 2010.  In 2017 stapte ze over naar FC Förderkader René Schneider Rostock. RB Leipzig en VfL Wolfsburg toonden in 2019 interesse in de diensten van Etzold, die echter besloot in Rostock te blijven. Desondanks kwam ze wel meermaals uit voor een C-jeugdteam van RasenBallsport Leipzig.
In 2022 verkaste Etzold naar SV Werder Bremen waar ze in eerste instantie uitkwam voor het tweede elftal.  Op 4 december 2023 maakte Etzold haar debuut in de Bundesliga door een handblessure bij eerste keepster Anneke Borbe. Ze viel in tegen SG Essen-Schönebeck en hield haar doel schoon. In het seizoen 2022/23 kwam Etzold tot vier wedstrijden.

## Statistieken
| Seizoen | Club             | Competitie | Competitie | Competitie | Beker | Beker | Overig | Overig | Totaal | Totaal |
| Seizoen | Club             | Competitie | Wed.       | Dlp.       | Wed.  | Dlp.  | Wed.   | Dlp.   | Wed.   | Dlp.   |
| ------- | ---------------- | ---------- | ---------- | ---------- | ----- | ----- | ------ | ------ | ------ | ------ |
| 2022/23 | SV Werder Bremen | Bundesliga | 4          | 0          | 0     | 0     | 0      | 0      | 4      | 0      |
| 2023/24 | SV Werder Bremen | Bundesliga | 1          | 0          | 0     | 0     | 0      | 0      | 1      | 0      |
| Totaal  | Totaal           | Totaal     | 5          | 0          | 0     | 0     | 0      | 0      | 5      | 0      |

Bijgewerkt t/m 26 mei 2024.

## Interlandcarrière
Hannah Etzold werd opgenomen in de selectie van Duitsland onder 17 voor het WK 2022. Tot een debuut voor het jeugdelftal kwam het voor Etzold niet.
1 Peng ·
3 Janzen ·
5 Ulbrich ·
6 Wichmann ·
8 Weiß ·
9 Weidauer ·
10 Mahmoud ·
11 Sternad ·
13 Walkling ·
14 Brandenburg ·
15 Sehan ·
16 Bernhardt ·
17 Dahl ·
18 Hausicke ·
19 Matheis ·
20 Meyer ·
21 Hahn ·
22 Dieckmann ·
23 Németh ·
27 Lührßen ·
28 Wirtz ·
29 Kunkel ·
31 Etzold ·
32 Pettersen ·
33 Pérez Jaramillo ·
37 Dahms ·
39 Behrens ·
Coach: Horsch